# Llista de medallistes olímpics de combinada nòrdica
Aquesta és una llista dels medallistes olímpics de combinada nòrdica:

## Medallistes

### Categoria masculina

#### Individual en trampolí normal
- 1924-1948: 18 km. esquí de fons + salt en trampolí normal
- 1952: salt en trampolí normal + 18 km. esquí de fons
- 1956-2006: salt en trampolí normal + 15 km. esquí de fons
- 2010-actualitat: salt en trampolí normal + 10 km. esquí de fons

| Edició                      | Or                   | Argent             | Bronze               |
| 1924 Chamonix               | Thorleif Haug        | Thoralf Strømstad  | Johan Grøttumsbråten |
| 1928 St. Moritz             | Johan Grøttumsbråten | Hans Vinjarengen   | Jon Snersrud         |
| 1932 Lake Placid            | Johan Grøttumsbråten | Ole Stenen         | Hans Vinjarengen     |
| 1936 Garmisch-Partenkirchen | Oddbjørn Hagen       | Olaf Hoffsbakken   | Sverre Brodahl       |
| 1948 St. Moritz             | Heikki Hasu          | Martti Huhtala     | Sven Israelsson      |
| 1952 Oslo                   | Simon Slåttvik       | Heikki Hasu        | Sverre Stenersen     |
| 1956 Cortina d'Ampezzo      | Sverre Stenersen     | Bengt Eriksson     | Franciszek Groń      |
| 1960 Squaw Valley           | Georg Thoma          | Tormod Knutsen     | Nikolay Gusakov      |
| 1964 Innsbruck              | Tormod Knutsen       | Nikolay Kiselyov   | Georg Thoma          |
| 1968 Grenoble               | Franz Keller         | Alois Kälin        | Andreas Kunz         |
| 1972 Sapporo                | Ulrich Wehling       | Rauno Miettinen    | Karl-Heinz Luck      |
| 1976 Innsbruck              | Ulrich Wehling       | Urban Hettich      | Konrad Winkler       |
| 1980 Lake Placid            | Ulrich Wehling       | Jouko Karjalainen  | Konrad Winkler       |
| 1984 Sarajevo               | Tom Sandberg         | Jouko Karjalainen  | Jukka Ylipulli       |
| 1988 Calgary detalls        | Hippolyt Kempf       | Klaus Sulzenbacher | Allar Levandi        |
| 1992 Albertville detalls    | Fabrice Guy          | Sylvain Guillaume  | Klaus Sulzenbacher   |
| 1994 Lillehammer detalls    | Fred Børre Lundberg  | Takanori Kono      | Bjarte Engen Vik     |
| 1998 Nagano detalls         | Bjarte Engen Vik     | Samppa Lajunen     | Valeri Stolyarov     |
| 2002 Salt Lake City detalls | Samppa Lajunen       | Jaakko Tallus      | Felix Gottwald       |
| 2006 Torí detalls           | Georg Hettich        | Felix Gottwald     | Magnus Moan          |
| 2010 Vancouver detalls      | Jason Lamy-Chappuis  | Johnny Spillane    | Alessandro Pittin    |
| 2014 Sotxi detalls          | Eric Frenzel         | Akito Watabe       | Magnus Krog          |
| 2018 Pyeongchang detalls    | Eric Frenzel         | Akito Watabe       | Lukas Klapfer        |
| 2022 Pequín detalls         | Vinzenz Geiger       | Jørgen Graabak     | Lukas Greiderer      |

#### Prova per equips
- 1988-1994: salt en trampolí llarg + relleus 3x10 km. esquí de fons
- 1998-actualitat: salt en trampolí llarg + relleus 4x5 km. esquí de fons

| Edició                      | Or                                                                              | Argent                                                                     | Bronze                                                                    |
| 1988 Calgary detalls        | RFAThomas Müller · Hans-Peter Pohl · Hubert Schwarz                             | SuïssaFredy Glanzmann · Hippolyt Kempf · Andreas Schaad                    | ÀustriaHansjörg Aschenwald · Günther Csar · Klaus Sulzenbacher            |
| 1992 Albertville detalls    | JapóReiichi Mikata · Takanori Kono · Kenji Ogiwara                              | NoruegaKnut Tore Apeland · Fred Børre Lundberg · Trond-Einar Elden         | ÀustriaKlaus Ofner · Stefan Kreiner · Klaus Sulzenbacher                  |
| 1994 Lillehammer detalls    | JapóTakanori Kono · Masashi Abe · Kenji Ogiwara                                 | NoruegaKnut Tore Apeland · Bjarte Engen Vik · Fred Børre Lundberg          | SuïssaJean-Yves Cuendet · Hippolyt Kempf · Andreas Schaad                 |
| 1998 Nagano detalls         | NoruegaHalldor Skard · Kenneth Braaten · Bjarte Engen Vik · Fred Børre Lundberg | FinlàndiaSamppa Lajunen · Jari Mantila · Tapio Nurmela · Hannu Manninen    | FrançaSylvain Guillaume · Nicolas Bal · Ludovic Roux · Fabrice Guy        |
| 2002 Salt Lake City detalls | FinlàndiaJari Mantila · Hannu Manninen · Jaakko Tallus · Samppa Lajunen         | AlemanyaBjörn Kircheisen · Georg Hettich · Marcel Höhlig · Ronny Ackermann | ÀustriaChristoph Bieler · Michael Gruber · Mario Stecher · Felix Gottwald |
| 2006 Torí detalls           | ÀustriaMichael Gruber · Christoph Bieler · Felix Gottwald · Mario Stecher       | AlemanyaBjörn Kircheisen · Georg Hettich · Ronny Ackermann · Jens Gaiser   | FinlàndiaAntti Kuisma · Anssi Koivuranta · Jaakko Tallus · Hannu Manninen |
| 2010 Vancouver detalls      | ÀustriaBernhard Gruber · Felix Gottwald · Mario Stecher · David Kreiner         | Estats UnitsBrett Camerota · Todd Lodwick · Johnny Spillane · Bill Demong  | AlemanyaJohannes Rydzek · Tino Edelmann · Eric Frenzel · Björn Kircheisen |
| 2014 Sotxi detalls          | NoruegaJørgen Graabak · Håvard Klemetsen · Magnus Krog · Magnus Moan            | AlemanyaEric Frenzel · Björn Kircheisen · Fabian Rießle · Johannes Rydzek  | ÀustriaChristoph Bieler · Bernhard Gruber · Lukas Klapfer · Mario Stecher |
| 2018 Pyeongchang detalls    | AlemanyaVinzenz Geiger · Fabian Rießle · Eric Frenzel · Johannes Rydzek         | NoruegaJan Schmid · Espen Andersen · Jarl Magnus Riiber · Jørgen Graabak   | ÀustriaWilhelm Denifl · Lukas Klapfer · Bernhard Gruber · Mario Seidl     |
| 2022 Pequín detalls         | NoruegaEspen Bjørnstad · Espen Andersen · Jens Lurås Oftebro · Jørgen Graabak   | AlemanyaManuel Faisst · Julian Schmid · Eric Frenzel · Vinzenz Geiger      | JapóYoshito Watabe · Hideaki Nagai · Akito Watabe · Ryota Yamamoto        |

#### Prova individual en trampolí llarg
- 2002-2006: salt en trampolí llarg + 7,5 km. esprint d'esquí de fons
- 2010-actualitat: salt en trampolí llarg + 10 km. esprint d'esquí de fons

| Edició                      | Or              | Argent             | Bronze          |
| 2002 Salt Lake City detalls | Samppa Lajunen  | Ronny Ackermann    | Felix Gottwald  |
| 2006 Torí detalls           | Felix Gottwald  | Magnus Moan        | Georg Hettich   |
| 2010 Vancouver detalls      | Bill Demong     | Johnny Spillane    | Bernhard Gruber |
| 2014 Sotxi detalls          | Jørgen Graabak  | Magnus Moan        | Fabian Riessle  |
| 2018 Pyeongchang detalls    | Johannes Rydzek | Fabian Rießle      | Eric Frenzel    |
| 2022 Pequín detalls         | Jørgen Graabak  | Jens Lurås Oftebro | Akito Watabe    |